# Linea d'ombra (singolo)
Linea d'ombra è un brano della rockband italiana Litfiba. È il primo singolo estratto, nel 1992, dalla raccolta "Sogno ribelle".

## Tracce
- Linea d'ombra
- Proibito (live)[1]
- Vendette (live)[2]

## Formazione
- Piero Pelù - voce
- Ghigo Renzulli - chitarre
- Roberto Terzani - basso
- Antonio Aiazzi - tastiere
- Daniele Trambusti - batteria
- Federico Poggipollini - chitarra ritmica (ad eccezione di Vendette)

## Curiosità
Questo è stato il primo singolo della band, ad eccezione di "Il volo" (diffuso solo all'estero), a essere pubblicato direttamente in formato CD.